# 諾基亞Asha 500
諾基亞Asha 500是諾基亞生產的平板式智能手機，2013年10月22日發布。

## 規格
| 類型     | 智能手機                                                                |
| 手機規格 | 平板式                                                                  |
| 尺寸     | 高度：100.3（3.95英寸）；寬度：58.1（2.29英寸）；厚度：12.8（0.50英寸） |
| 重量     | 101.0克（3.56盎司）                                                     |
| 操作系统 | Nokia Asha Platform                                                     |
| 電池     | 1200 mAh                                                                |
| 顯示器   | 2.8英寸（71）                                                           |